# Durangaldea
Durangaldea (Spaans: Duranguesado) is een comarca van de Spaanse provincie Biskaje.

## Gemeenten
De comarca omvat 12 gemeenten:
- Abadiño
- Amorebieta-Etxano
- Atxondo
- Berriz
- Durango
- Elorrio
- Garai
- Iurreta
- Izurtza
- Mañaria
- Otxandio ?
- Zaldibar